# トリポリタニア共和国

トリポリタニア共和国
الجمهورية الطرابلسية (アラビア語)

トリポリタニア共和国の位置（橙色）

トリポリタニア共和国（トリポリタニアきょうわこく、アラビア語: الجمهورية الطرابلسية）は、第一次世界大戦後にトリポリタニアがイタリア領トリポリタニアから独立して成立した、ベルベル人の共和国である。これはリビア史上初の正式に宣言された共和制国家である。1918年秋、トリポリタニア共和国の独立宣言に続いて1919年のパリ講和会議で正式に独立宣言が為された。ミスラタで開催されたスライマーン・アル・バルニとラマダーン・アル・スウィーヒリー、アブドゥル・ナビ・ベルヘイル（Abdul Nabi Belkheir）、アフマド・アルマリド（Ahmad Almarid）との会議で独立の意志が固まった。しかし列強からはほとんど支持を得られず、1923年までには崩壊した。イタリアは1930年までに辛うじてリビアに対する完全な支配力を保っていた。だが、一つのイタリアの植民地として管理されていた、イタリア領トリポリタニアも1927年6月26日から1934年12月3日の間にイタリアから分離し、リビアに併合された。

## トリポリタニア共和国 に関する書籍
- Lisa Anderson, "The Tripoli Republic", in George Joffe and Keith MacLachlan (eds.), Social and Economic Development of Libya (Wisbeck: Menas Press, 1982).